# Biebermühle
Biebermühle ist ein Weiler im Landkreis Südwestpfalz (Rheinland-Pfalz). Er gehört überwiegend zur Ortsgemeinde Donsieders (Verbandsgemeinde Rodalben), nur kleine Teile im Westen des Weilers liegen auf der Gemarkung der Ortsgemeinde Thaleischweiler-Fröschen.

## Geographie

### Lage
Der Weiler liegt auf 264 m Höhe am Rande des Pfälzerwalds 6 km nördlich der Stadt Pirmasens an der von dort nach Kaiserslautern führenden Bundesstraße 270. Durch den Ort fließt von Südost nach Nordwest die Rodalb, die nördlich der Wohnbebauung von links in den Schwarzbach mündet.

### Struktur
Biebermühle besteht aus etwa zehn Wohnhäusern. Hinzu kommen ein Bahnhof, ein Teerwerk, eine Gaststätte, eine Autohandlung, eine Lkw-Werkstatt, ein Umspannwerk, ein Freibad und eine Baufirma im ehemaligen Kraftwerk. Der Bahnhof, das Freibad und Teile der Gewerbebetriebe gehören zu Thaleischweiler-Fröschen, der übrige Weiler zu Donsieders.

## Geschichte

Biebermühle um 1910

Im Jahr 1925 hatte der zu Donsieders gehörige Teil von Biebermühle 47 Einwohner und sieben Wohngebäude, der zu Thalfröschen gehörige Ortsteil hatte 95 Einwohner und neun Wohngebäude.
Ab 1941/42 gab es auf der Biebermühle (auf der Gemarkung der Gemeinde Donsieders) für sogenannte Fremdarbeiter das Durchgangslager (Dulag) Pirmasens-Nord oder Lager Biebermühle. In unmittelbarer Nachbarschaft lag ein zweites großes Fremdarbeiterlager, das durch die Reichsbahn, Bahnmeisterei Pirmasens-Nord, betrieben wurde.

## Verkehr

### Straßenverkehr

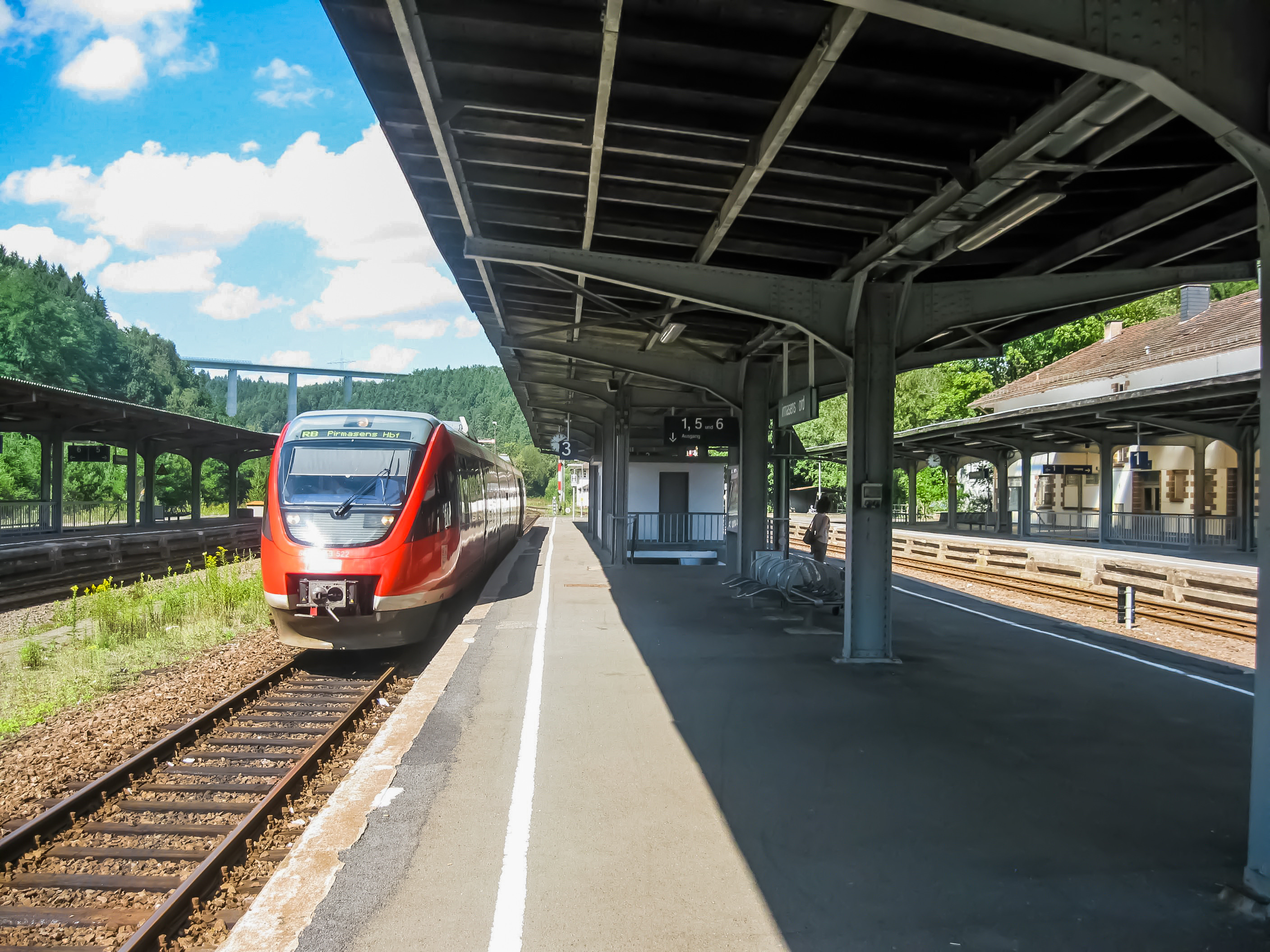
Zug im Bahnhof Pirmasens Nord

Für die Region nördlich von Pirmasens stellt Biebermühle einen wichtigen Verkehrsknotenpunkt dar, denn hier münden in die B 270 von Rodalben her die Landesstraße 497 und von Thaleischweiler-Fröschen her die Landesstraße 477. Im Westen überspannt die Schwarzbachtalbrücke der Autobahn 62 (Pirmasens–Landstuhl) das Tal des Schwarzbachs. Sie ist über die Anschlussstelle Nr. 14 Thaleischweiler zu erreichen.

### Schienenverkehr
Im Bahnhof Pirmasens Nord bei Biebermühle kreuzen sich die Biebermühlbahn (Pirmasens–Kaiserslautern) sowie die Bahnstrecke Landau–Rohrbach. Wegen des steilen Aufstiegs der Verlängerung der Biebermühlbahn zum Kopfbahnhof Pirmasens wurde einst von der Pfalzbahn eine eigene Lokomotivenbaureihe 94.0 angeschafft. Weil die kurvenreichen Bahnstrecken keine hohen Geschwindigkeiten erlauben, hat der Bahnhof Pirmasens Nord in der zweiten Hälfte des 20. Jahrhunderts viel von seiner früheren Bedeutung eingebüßt.

## Sehenswürdigkeiten
Oberhalb von Biebermühle und nördlich des Schwarzbachs liegt – auf der Gemarkung von Thaleischweiler-Fröschen – die Ruine des Steinenschlosses. Die Höhenburg wurde um das Jahr 1100 errichtet.